# Алия Хадид
Алия Хадид (англ. Aaliyah Hadid, род. 19 октября 1995[…], Санфорд, Северная Каролина, США) — американская порноактриса и эротическая модель, лауреат премии Urban X Award.

## Биография
Алия Хадид (это псевдоним) родилась 19 октября 1995 года в Санфорде, Северная Каролина. Имеет многонациональные корни: чероки, афроамериканские, европеоидные и вьетнамские. Рассказывает, что детство было тяжёлым: она росла с матерью-наркоманкой, отца почти не знала. Часто переезжала с места на место, нигде не жила больше года. Поступила в Университет Северной Каролины в Гринсборо, где изучала испанский язык, политологию и коммуникации.
Во время учёбы в университете подрабатывала в эскорте, танцовщицей в клубах и эротических видеочатах в интернете. В интервью она говорит, что это был мрачный период в её жизни — она работала проституткой во Флориде, где сутенёр физически и психологически унижал её. В конце концов переехала в Форт-Майерс, где с ней связался агент из Hussie Models, предложив работу эротической моделью. Она приняла предложение и переехала в Корал-Спрингс, где находилась компания. Недолгое время поработав в агентстве, впоследствии подписала контракт с агентством OC Models, после чего и дебютировала в порноиндустрии в 2017 году, в возрасте 22 лет. Её первая сцена — анальный гэнг-бэнг для сайта Dogfart.
Снимается для таких студий, как Bangbros, Reality Kings, Evil Angel, Wicked Pictures, Burning Angel, Brazzers, Naughty America, Mofos, Jules Jordan Video, Elegant Angel, Hard X и другие.
Дважды получала Urban X Award — в 2017 и 2019 годах. На август 2019 года снялась более чем в 160 фильмах.

## Награды и номинации
| Год  | Церемония         | Результат | Номинация                                 | Работа |
| ---- | ----------------- | --------- | ----------------------------------------- | ------ |
| 2017 | Urban X Award     | Победа    | Оргазмическая оралистка                   | н/д    |
| 2018 | Spank Bank Awards | Номинация | Best Swallower                            | н/д    |
| 2018 | Spank Bank Awards | Номинация | Экзотическая роковая женщина года         | н/д    |
| 2019 | AVN Awards        | Номинация | Приз поклонников: самая эпическая задница | н/д    |
| 2019 | Spank Bank Awards | Номинация | Лучшее живое выступление                  | н/д    |
| 2019 | Spank Bank Awards | Номинация | Экзотическая роковая женщина года         | н/д    |
| 2019 | Spank Bank Awards | Номинация | Two Peas in a Pod                         | н/д    |
| 2019 | Urban X Award     | Победа    | Оргазмическая оралистка                   | н/д    |

## Избранная фильмография
- Anal Hotties 3[11],
- Black Anal All-Stars[12],
- Exotic and Curvy 6[13],
- Halfricans[14],
- Interracial Cuckold 2[15],
- Orgy Heroes[16],
- Swallowed 14[17],
- Teen Bush 4[18],
- Wet Curves 2[19].